# Acidodontium lonchotrachylon
Acidodontium lonchotrachylon är en bladmossart som beskrevs av Brotherus 1903. Acidodontium lonchotrachylon ingår i släktet Acidodontium och familjen Bryaceae. Inga underarter finns listade i Catalogue of Life.